# Schietlood

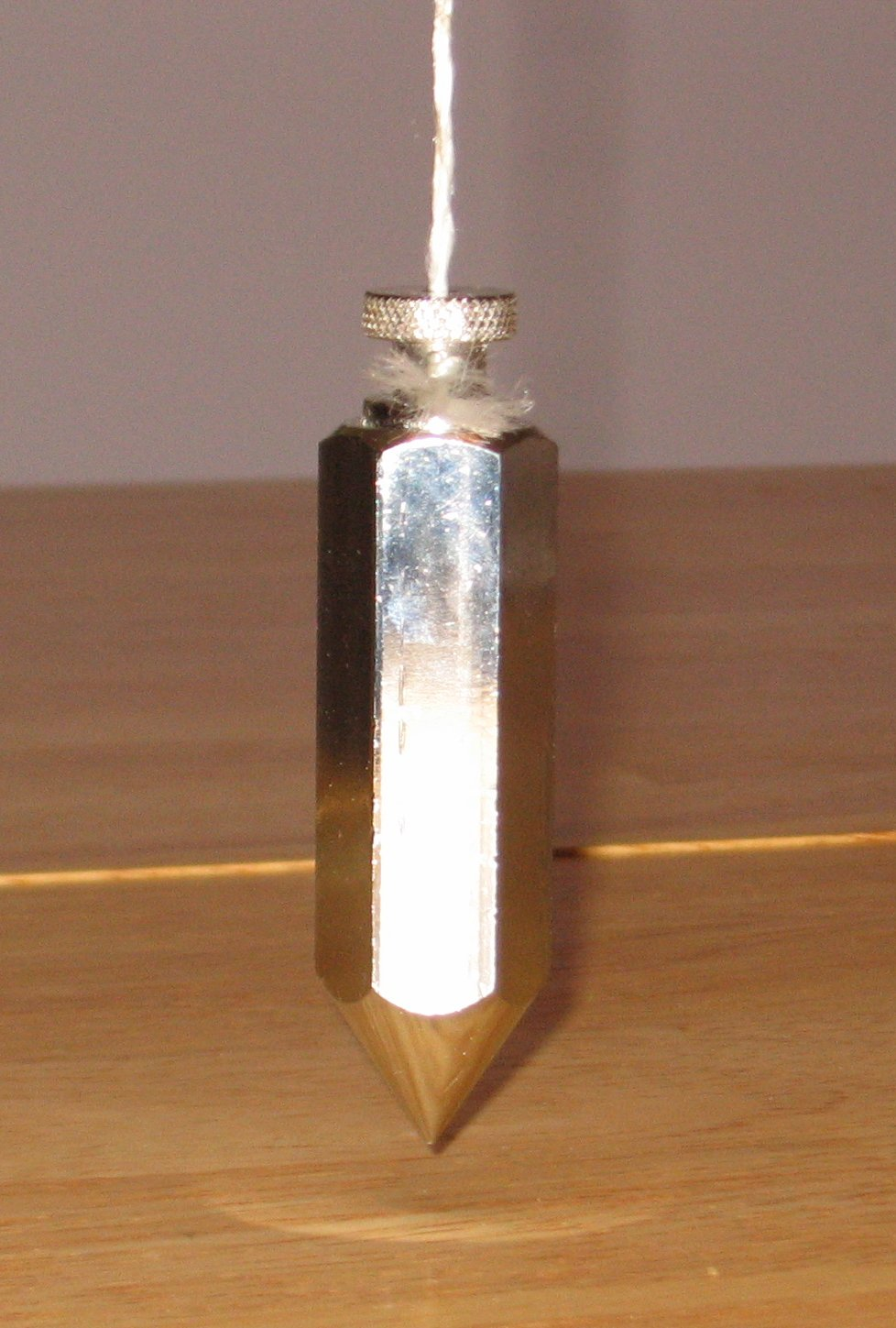
Schietlood

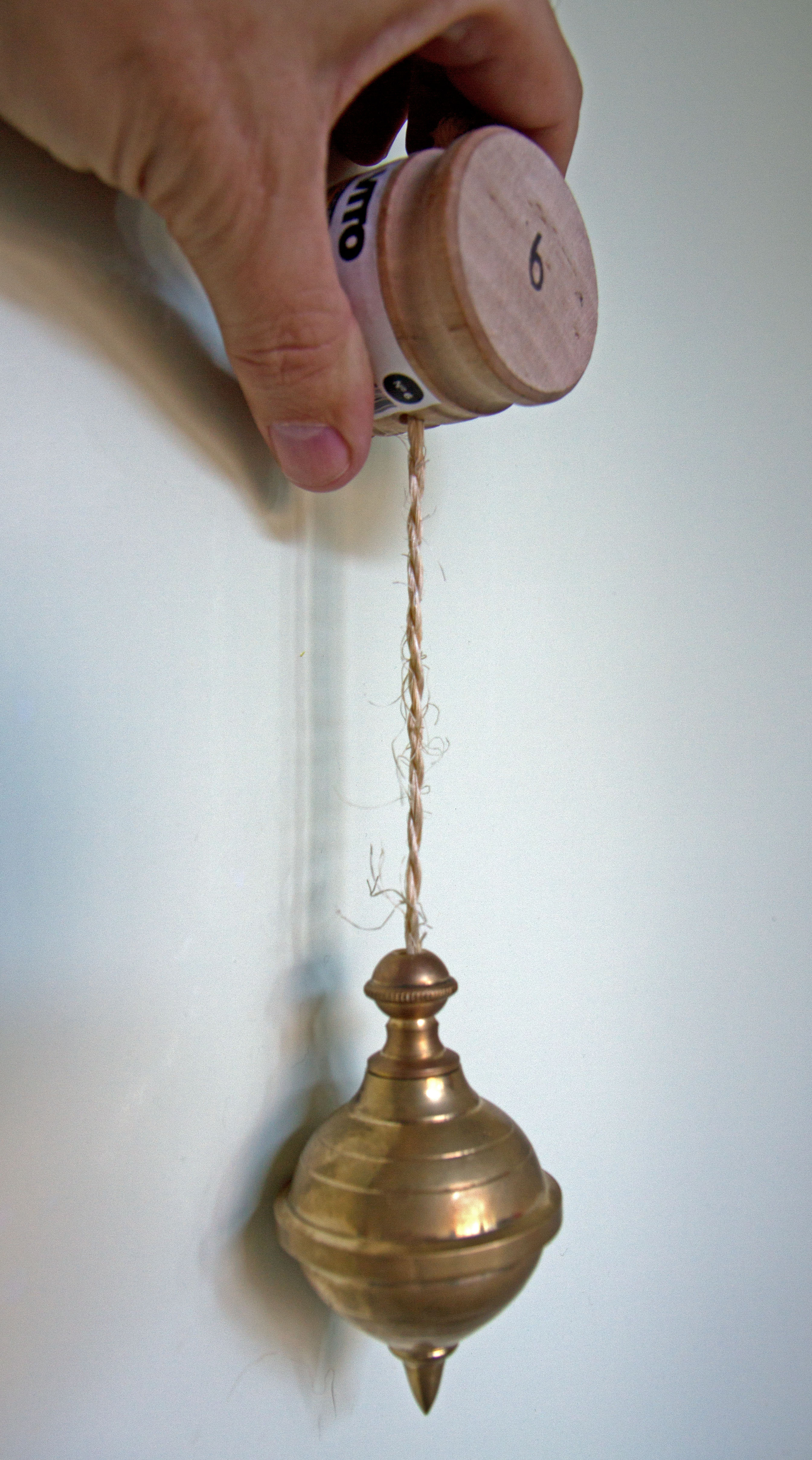
Gebruik van een (Portugees) schietlood

Een schietlood, richtlood of paslood is een stuk gereedschap om te controleren of een vlak of lijn verticaal staat, dan wel om te zien of een punt zich loodrecht  onder of boven een ander punt bevindt.
Een schietlood bestaat uit een massief messing cilinder- of prismavormig gewicht (oorspronkelijk van lood) met een conische onderkant. Aan de bovenkant is een koord bevestigd. Aan het andere einde van het koord is een iets dikker klosje bevestigd. Door nu dit klosje tegen het te stellen voorwerp te houden en de afwijking van het schietlood te bekijken, is te zien of iets "in het lood", "te lood" oftewel loodrecht, staat. Het lood moet net vrij hangen en het te stellen voorwerp niet raken of er te ver vandaan hangen. Het verschil moet precies het dikteverschil zijn tussen het klosje en het lood.

## Gebruik
In de bouw wordt het gebruikt door timmerlieden en metselaars  voor het verticaal of te lood  stellen van kozijnen, deuren en profielen voor het metselen van muren. De ruimte tussen het lood en het recht te zetten voorwerp, is de helft van het dikte verschil tussen lood en het klosje. Is het lood 33 mm en het klosje 35 mm, dan moet het lood 1 mm vrij hangen. Ook wordt hiervoor een lang waterpas gebruikt, het zogenaamde "stelwaterpas".
In de landmeetkunde werd het veel gebruikt voor het recht boven een meetpunt opstellen van een landmeetkundig instrument. Hiervoor wordt tegenwoordig vaak een kijkertje (optisch lood) of een laserstraal (laserlood) gebruikt in combinatie met het ingebouwde waterpas (buisniveau of (digitaal) doosniveau) omdat deze geen last van wind hebben.

## Uitvoering
De uitvoering van een schietlood varieert van zeer eenvoudig (een tonvormig gewicht met een oog aan de bovenzijde en een taps aflopende onderzijde) tot zeer bewerkt. Dit geldt ook voor het klosje. Men kan uit de vorm soms de herkomst of de periode waarin het is vervaardigd herkennen. Voor de werking van het schietlood maakt de uitvoering niet uit.

## Loodrecht
De richting van het koord wordt loodrecht of verticaal genoemd. Deze staat zo goed als exact haaks op de horizon.
In de meetkunde heeft loodrecht een andere afgeleide betekenis gekregen, namelijk "snijden onder een rechte hoek".